# Eugen Loderer

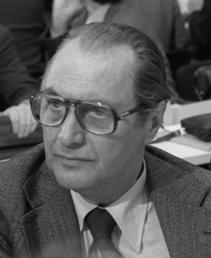
Eugen Loderer (1978).

Eugen Loderer (* 28. Mai 1920 in Heidenheim an der Brenz; † 9. Februar 1995 in Planegg) war ein deutscher Gewerkschaftsfunktionär. Von 1972 bis 1983 war er Vorsitzender der IG Metall.

## Leben

### Kindheit und Schulzeit
Eugen Loderer wurde als zweites gemeinsames Kind des Arbeiters Magnus Loderer (* 1876) und der im Jahr 1882 geborenen Arbeiterin Magdalena Loderer (geb. Walz) 1920 in der schwäbischen Industriestadt Heidenheim an der Brenz geboren. Außer dem acht Jahre älteren Bruder Georg hatte Eugen Loderer mit Albertine noch eine 14 Jahre ältere Halbschwester, die seine Mutter mit in die 1911 geschlossene Ehe gebracht hatte. Nach dem Willen ihrer erwerbstätigen Eltern hatte sich Albertine in den ersten drei Jahren nach der Geburt ihres jüngsten Geschwisterkindes um dessen Erziehung zu kümmern.
Eugen Loderer litt als Kind unter den von Armut und emotionaler Kälte geprägten Verhältnissen seiner Herkunftsfamilie. Bereits als Schüler musste Eugen im eigenen Haushalt mithelfen und darüber hinaus auch beim Chef seiner Mutter „ins Laufhaus gehen“, also Hilfsdienste aller Art erledigen. Des Öfteren kam es vor, dass der Junge von seinen Eltern verprügelt wurde.
Im katholischen Kindergarten und in der ebenfalls katholischen Schule wurde das Arbeiterkind Eugen Loderer autoritär gemaßregelt. Seine ihrerseits autoritätshörig eingestellten Eltern waren zwar politisch nicht aktiv, im Unterschied zu dem seit Ende des 19. Jahrhunderts sozialistisch geprägten Arbeitermilieu der Heidenheimer Oststadt aber praktizierende Katholiken. Eugen Loderer selbst war als Schüler Mitglied bei den katholischen Pfadfindern St. Georg.

### Lehre, Lohnarbeit, Kriegsdienst
Nach achtjährigem Volksschulbesuch begann Eugen Loderer im April 1935 eine Lehre als Metallgewebemacher in Heidenheim. Unter Verweis auf seine katholische Sozialisation zögerte Loderer zwar zunächst, sich der Hitlerjugend anzuschließen, war aber später eineinhalb Jahre Mitglied der Marine-HJ, bevor er dieser Organisation 1937 aus „innerer Distanz zum NS-Regime“ den Rücken kehrte.
Nach Beendigung seiner Lehre arbeitete der 17-jährige Eugen Loderer weiter in der Metalltuchfabrik Oberdorfer, bevor er im Frühjahr 1940 zum Kriegsdienst einberufen wurde. Loderer entschied sich, zur Kriegsmarine zu gehen und wurde im Juni 1940 zur Ausbildung erst nach Stralsund und später nach Kiel abkommandiert.
Von September 1940 bis Februar 1942 wurde Loderer in Nieuwpoort stationiert, einem Fischerort im besetzten Belgien. Nach seiner Ausbildung zum Unteroffizier beorderte ihn die Kriegsmarine ins besetzte Frankreich. In der Küstenstadt Lorient und später im Fischerort Bénodet war eine Flottille mit Minensuchbooten stationiert, deren Aufgabe darin bestand, deutschen U-Booten Geleitschutz zu geben. Am 1. Oktober 1942 wurde Loderer bei einem Fliegerangriff am Unterarm leicht verwundet. Er war bis Dezember 1942 dienstunfähig. Durch den Kriegsdienst als Besatzungssoldat der deutschen Wehrmacht hatte sich seine anfängliche Distanz zum NS-Regime deutlich verringert.
Zwischen Mai und Dezember 1944 erwarb Loderer bei einem mehrmonatigen Lehrgang im westpreußischen Gdingen das Obersteuermannspatent. Die letzten Monate seines Kriegsdienstes leistete Loderer im von deutschen Truppen besetzten Kopenhagen ab, wo er am 8. Mai 1945 in britische Kriegsgefangenschaft geriet.

### Einstieg in Gewerkschafts- und Parteiarbeit
Nach seiner Freilassung aus dreimonatiger Kriegsgefangenschaft arbeitete Eugen Loderer ab dem 1. November 1945 wieder als Metalltuchweber bei seinem alten Arbeitgeber, dem Heidenheimer Metallbetrieb Oberdorfer. Zum gleichen Zeitpunkt trat er dem neu gegründeten Industrie-Verband Eisen und Metall, einer Vorgängerorganisation der IG Metall, bei.
Im Frühjahr 1946 wählte die Oberdorfer Belegschaft Loderer zum Betriebsratsvorsitzenden. Über seinen Betrieb hinaus machte sich Loderer als engagierter Interessenvertreter einen Namen. Dadurch gewann er auch die Aufmerksamkeit von Sigmund Löwi, einem ehemaligen DMV-Funktionär und Exilanten, der als Geschäftsführer der Heidenheimer Metallgewerkschaft zu Loderers „erstem innerverbandlichen Mentor“ wurde.
Auf Löwis Vorschlag hin wurde Eugen Loderer am 1. Juli 1947 Organisationssekretär in der Heidenheimer Verwaltungsstelle. Loderer konzentrierte sich zunächst auf jugendpolitische Gremienarbeit und knüpfte von hier aus auch Kontakte zu anderen hauptamtlichen Gewerkschaftern der Region, beispielsweise zum Kommunisten Willi Bleicher.
Aus einem Richtungsstreit zwischen sozialdemokratischen und kommunistischen Metallgewerkschaftern in Heidenheim ging die sozialdemokratisch orientierte Fraktion, zu der auch Eugen Loderer bereits gezählt werden konnte, Ende der 1940er-Jahre gestärkt hervor.
Nach einjähriger Geschäftsführertätigkeit wurde Eugen Loderer im August 1950 zum Heidenheimer Bevollmächtigten der IG Metall gewählt. Zu Beginn von Loderers Amtszeit wurden auch in der Heidenheimer IG Metall kommunistische Funktionäre im Zeichen des Kalten Krieges aus der Organisation gedrängt oder politisch marginalisiert.
Loderer war seit 1951 Mitglied der SPD, wurde für die Partei Gemeinderatsmitglied und 1955 auch stellvertretender Ortsvereinsvorsitzender in Heidenheim. 1956 kandidierte er erfolglos für den Landtag von Baden-Württemberg. Außerdem war Loderer in den 1950er-Jahren Vorsitzender der örtlichen Naturfreunde, Mitglied des Beirats der IG Metall sowie der Tarifkommission Stuttgart. Darüber hinaus fungierte er in seiner Heidenheimer Zeit als ehrenamtlicher Arbeitsrichter, saß im Verwaltungsausschuss des Aalener Arbeitsamtes, in der Selbstverwaltung der Heidenheimer OK und im Aufsichtsrat der Heidenheimer Konzerthausgesellschaft.
In Übereinstimmung mit dem bundesdeutschen Trend konnte die Heidenheimer IG Metall im Verlauf der Amtszeit Eugen Loderers ihre Mitgliedszahlen von 5500 zu Beginn der 1950er-Jahre auf über 10.000 gegen Ende des Jahrzehnts in etwa verdoppeln. In der örtlichen Metallindustrie lag der Organisationsgrad bei 60 Prozent und unter den Arbeitern sogar bei 75 Prozent.
Nach Einschätzung seines Biografen Klaus Kempter erwarb sich Eugen Loderer in seiner Zeit als 1. Bevollmächtigter der Verwaltungsstelle Heidenheim „den Ruf eines tüchtigen, agilen und pflichtbewussten Gewerkschafters, der aufgrund seines forschen Auftretens und der Tatsache, dass er im Kreis der hauptamtlichen Funktionäre immer noch zu den Jungen gehörte, immer wieder in die Diskussion kam, wenn es um höhere Aufgaben ging.“

### Beruflicher Aufstieg auf Landes- und Bundesebene
Der Stuttgarter IG Metall-Bezirksleiter Willi Bleicher machte Eugen Loderer 1959 zum für die Bereiche Jugend, Betriebsräte und Vertrauensleute zuständigen Bezirkssekretär. Zusätzlich beauftragte Bleicher Loderer als seinen politischen Emissär damit, gegenüber den Verwaltungsstellen auf die Steigerung von Mitglieds- und Beitragszahlen zu dringen sowie allgemein dafür zu sorgen, dass die politische Linie der Bezirksleitung vor Ort umgesetzt wurde.
Wichtig für Loderers Karriereaussichten war, dass der 1963 von der IG Metall geführte Streik in der baden-württembergischen Metallindustrie dazu beitrug, das innergewerkschaftliche Prestige des Bezirks als durchsetzungsstarker Organisation zu festigen und dass er ihn „zur wichtigsten Gliederung innerhalb der Organisation“ machte.
Auf Drängen und mit Unterstützung Willi Bleichers ließ sich Eugen Loderer am 8. März 1963 zum Vorsitzenden des DGB-Landesbezirks Baden-Württemberg wählen und rückte damit in die gewerkschaftliche „Führungsreserve“ vor. Als DGB-Landesvorsitzender bemühte sich Loderer um einen mit der oppositionellen Linie der IG Metall in Einklang zu bringenden Kompromiss zwischen den innergewerkschaftlichen Unterstützern und Gegnern der von der Bundesregierung geplanten Notstandsgesetze.
Nachträglich hielt Eugen Loderer die in der Ablehnung der Notstandsverfassung zum Ausdruck kommende Skepsis der Gewerkschaft gegenüber den politischen Eliten allerdings für übertrieben. „Wenn ich aber rückwärts gewandt daran denke, was an Aufwand, Kraft und Zeit dafür aufgewendet worden war und was an Streit bis hin zur Feindschaft vom Zaune gerissen wurde, kann ich dieses Verhalten nur so deuten, wie sehr sich deutsche Gründlichkeit in extreme Situationen steigern lässt.“
Überregionale Bekanntheit erlangte Eugen Loderer durch einen Auftritt bei einer antifaschistischen Großkundgebung gegen den am 17. Juni 1966 in Karlsruhe abgehaltenen Bundesparteitag der NPD. Im Januar 1968 wurde Loderer zum stellvertretenden Landesvorsitzenden der baden-württembergischen SPD gewählt.
Dem Eintritt der Landes- wie der Bundes-SPD in Große Koalitionen, die von den CDU-Politikern und ehemaligen NSDAP-Mitgliedern Hans Filbinger bzw. Kurt Georg Kiesinger geführt wurden, stand er mit Skepsis gegenüber. Nachdem sich die SPD-Landtagsfraktion 1968 über den von Loderer öffentlichkeitswirksam unterstützten Beschluss der Landesdelegiertenkonferenz hinweggesetzt hatte, die Große Koalition nicht fortzusetzen, machte sich der stellvertretende SPD-Landesvorsitzende allerdings für eine Billigung einer Regierungsbildung mit der CDU stark.
Im Sommer 1968 wurde Eugen Loderer vom IG Metall-Vorsitzenden Otto Brenner für das Amt seines Stellvertreters vorgeschlagen. Auf dem Gewerkschaftstag der IG Metall erhielt er am 7. September 1968 347 von 403 abgegebenen Stimmen.
Unter dem IG Metall-Vorsitzenden Otto Brenner war Loderer verantwortlich für die Bereiche „Personalwesen“ und „Presse“ sowie für „Organisation und Verwaltung“. Klaus Kempter urteilt, dass sich Loderer mittels der von ihm verkörperten „Sekundärtugenden“ beim mächtigen Vorsitzenden Respekt verschaffte. „Der Zweite Vorsitzende legte einen ungeheuren Fleiß an den Tag und erledigte seine Arbeit peinlich genau. Zugleich war er darum bemüht, sich aus internen Auseinandersetzungen herauszuhalten, Intrigen zu ignorieren, sich von den verschiedenen Seilschaften fernzuhalten und eben vor allem durch zuverlässige Pflichterfüllung zu überzeugen.“
Gegen organisationsinterne Widerstände unterstützte Eugen Loderer die Bereitschaft Otto Brenners, an der konzertierten Aktion konstruktiv mitzuwirken. Während der gewerkschaftsunabhängigen Septemberstreiks 1969 bemühte sich der gesamte Vorstand der IG Metall und mit ihm auch Eugen Loderer darum, die Situation „in den Griff zu bekommen“ und durch Verhandlungen mit den Stahlindustriellen die politische Initiative zurückzugewinnen.
Als Mitglied der Führungsgruppe der westdeutschen Gewerkschaften ging Eugen Loderer mit den innenpolitischen Reformzielen und dem außenpolitischen Entspannungskurs der sozialliberalen Regierung Brandt/Scheel weitgehend konform. In der Auseinandersetzung über die aus Sicht der Bundesregierung unangemessen hohen Lohnforderungen der baden-württembergischen IG Metall konnte sich Eugen Loderer als geschäftsführendes IG Metall-Vorstandsmitglied nicht gegen seinen einstigen Förderer Siegfried Bleicher durchsetzen, der als Bezirksleiter den dreiwöchigen Ausstand der Metallarbeiter im Südwesten anführte.

### Vorsitzender der Industriegewerkschaft Metall
Im Juni 1972 wählte der erste außerordentliche Gewerkschaftstag der IG Metall Eugen Loderer zum Nachfolger des am 15. April 1972 verstorbenen Vorsitzenden Otto Brenner. Bei seiner ersten Wahl erhielt er 442 von 468 Stimmen (94,4 Prozent). Auf den darauffolgenden Gewerkschaftstagen in Hannover, Düsseldorf und West-Berlin konnte Loderer 89,5 Prozent (1974), 88,9 Prozent (1977) und 89,7 Prozent (1980) der Delegiertenstimmen auf sich vereinen. Eugen Loderers Amtszeit an der Spitze der größten Einzelgewerkschaft der Welt fiel in die Zeit der größten Krise der Weltwirtschaft in der zweiten Hälfte des 20. Jahrhunderts. Nach dem faktischen Ende der sozialliberalen Reformperiode im Jahr 1973 stand der Vorstand der IG Metall vor der doppelten Herausforderung, sich sowohl mit dem wachsenden austeritätspolitischen Druck des Unternehmerlagers als auch mit der stärker gewordenen linken Opposition innerhalb der Gewerkschaften auseinandersetzen zu müssen.
Unter Loderers Führung ergriff die IG Metall weiterhin Initiativen zur Durchsetzung gesellschaftspolitischer Reformen (Überwindung des aus Gewerkschaftssicht allzu unternehmerfreundlichen dualen Systems der Berufsausbildung), Forderungen nach staatlicher Investitionslenkung, nach einer Ausweitung der Unternehmensmitbestimmung und nach einem Verbot der Aussperrung. Angesichts der deutlicher werdenden Grenzen gewerkschaftlicher Durchsetzungsmacht konzentrierte sich die IG Metall in der zweiten Hälfte der 1970er-Jahre aber zusehends darauf, mit tarifpolitischen Mitteln den Besitzstand ihrer Mitglieder zu sichern.

#### Kampf gegen die Folgen der Wirtschaftskrise
In der elfjährigen Amtszeit von Eugen Loderer führte die IG Metall fünf größere Streiks durch: vom 16. bis 24. Oktober 1973 in der baden-württembergischen Metallindustrie, vom 6. bis 27. März 1974 im Tarifbezirk Unterweser, vom 16. Mai bis 1. Juni 1977 im baden-württembergischen Heizungs- und Sanitärhandwerk, vom 15. März bis 7. April 1978 in der baden-württembergischen Metallindustrie und vom 28. November 1978 bis 10. Januar 1979 in der nordrhein-westfälischen Stahlindustrie.
Seit Ausbruch der Wirtschaftskrise 1973/74 trugen schlechte Konjunkturdaten und steigende Erwerbslosenzahlen dazu bei, die Verhandlungsposition der Gewerkschaften zu schwächen. Angesichts der Strukturkrise insbesondere in der Stahlindustrie sah der IG Metall-Vorsitzende Arbeitszeitverkürzungen als ein geeignetes Mittel zur Bekämpfung der Massenarbeitslosigkeit an. Die Forderung nach Einführung der 35-Stunden-Woche machte Loderer sich aber erst zu eigen, als der Gewerkschaftstag der IG Metall im September 1977 gegen den Willen des Vorstands eine entsprechende Tarifforderung beschlossen hatte.
Nach Auffassung des IG Metall-Vorstands vollzog die Unternehmerschaft auf dem Feld der Tarifpolitik spätestens ab 1977 jene konservative Tendenzwende nach, die sich im politischen Raum bereits gegen Ende der Regierungszeit Willy Brandts abzuzeichnen begann. Es sei „eine zunehmende Vergiftung des gesellschaftspolitischen Klimas durch die vereinigten Reformgegner in Wirtschaft und Politik zu beobachten“. Die von konservativer Seite ab Mitte der 1970er-Jahre verstärkt geführte Debatte über einen angeblich drohenden „Gewerkschaftsstaat“ wurde von Eugen Loderer als Ausdruck einer „reformfeindlichen Stimmung“ interpretiert.
Als IG Metall-Vorsitzender trat Loderer in der ökonomischen Krisensituation dafür ein, gewerkschaftliche Besitzstände durch eine pragmatische Konzentration auf das tarifpolitische Kerngeschäft zu sichern. „Wenn man in der Krise etwas abwehrt und damit erreicht, daß der Status quo nicht angetastet wird, dann ist das eben ein großer Erfolg in der Krise.“ Linke Kritiker seiner Gewerkschaftspolitik warfen ihm deshalb bereits früh eine „Politik der Anpassung“ an Kapitalinteressen vor.

#### Parteipolitisches Engagement für die SPD

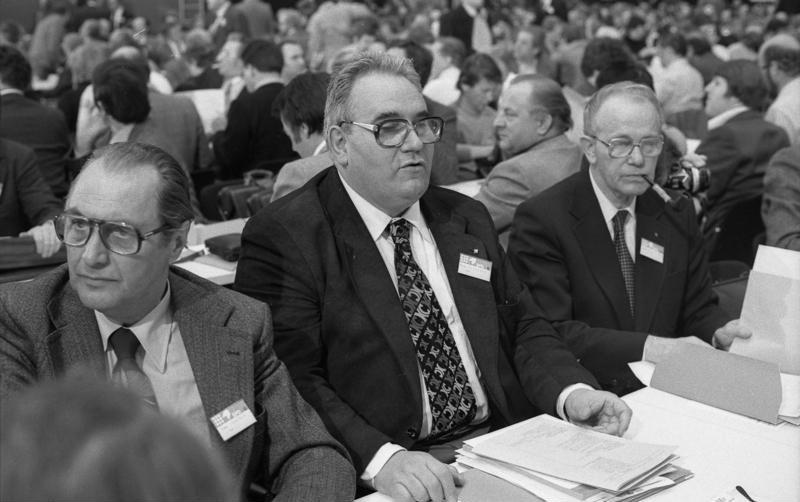
Loderer (links) auf einem SPD-Parteitag 1978. Rechts neben ihm Heinz Kluncker und Heinz Oskar Vetter.

Nach Beginn seiner Tätigkeit im IG Metall-Vorstand 1968 schied Loderer aus dem Vorstand der baden-württembergischen SPD aus. Trotzdem blieb er der Sozialdemokratie eng verbunden. 1969 und 1974 wurde er von der Partei in die Bundesversammlung entsandt, um mit Gustav Heinemann und Walter Scheel die jeweiligen Präsidentschaftskandidaten der sozialliberalen Koalition zu wählen.
Vor Bundestagswahlen plädierte er regelmäßig für die Wahl der SPD und 1975 organisierte er zusammen mit schwedischen Genossen eine Spendenaktion für finnische Sozialdemokraten, die bei Vertrauensleutewahlen gegen chancenreiche Bewerber aus den Reihen der Kommunistischen Partei Finnlands angetreten waren. Ein Geldbetrag in Höhe von rund 100.000 Mark stammten Loderers Angaben zufolge aus dem Privatvermögen SPD-naher Arbeitsdirektoren aus der Stahlbranche.
1979 wurde Eugen Loderer auf der hessischen Landesliste der SPD ins Europäische Parlament gewählt, legte das Mandat unter Hinweis auf die große Arbeitsbelastung aber bereits im Dezember 1979 wieder nieder und schied am 14. Januar 1980 aus dem Parlament aus.
Loderer pflegte er trotz gelegentlicher Differenzen eine politische Freundschaft mit Helmut Schmidt, für den er „ein voll und ganz staatsloyaler Mann, längst kein Ideologe mehr, sondern ein Tarifpraktiker“ war.

#### Auseinandersetzung mit der politischen Linken
Nachdem sich Eugen Loderer im Januar 1973 dafür ausgesprochen hatte, „das Problem der ultralinken Gruppen“ anzugehen, fasste der Beirat der IG Metall im April 1973 Unvereinbarkeitsbeschlüsse, die sich gegen die betrieblichen Aktivitäten kommunistischer oder gewerkschaftsoppositioneller Initiativen richteten. Schriftsteller wie Heinrich Böll, Günter Wallraff, Max von der Grün, Yaak Karsunke und Alexander Kluge warfen Loderer daraufhin in der Frankfurter Rundschau indirekt undemokratisches Gebaren vor.
Als Vorsitzender der IG Metall äußerte Loderer sein Missfallen darüber, dass insbesondere in der jüngeren Generation die Organisationsdisziplin nachgelassen habe und Gewerkschaftstage dadurch zunehmend unberechenbarer geworden seien.
Die für Jugend und Bildung zuständigen Abteilungen der IG Metall hatte Loderer in den 1970er-Jahren im Verdacht, zu nachgiebig gegenüber politischer Einflussnahme aus dem Umfeld der DKP zu sein. Mit Unterstützung antikommunistischer Sozialdemokraten bezog Loderer Stellung gegen die 1977 von Frank Deppe, Georg Fülberth und Jürgen Harrer veröffentlichte „Geschichte der deutschen Gewerkschaftsbewegung“, die als marxistische Alternative zur sozialdemokratischen Organisationsgeschichtsschreibung auch in der Bildungsarbeit der IG Metall intensiv diskutiert worden war.
Im Deutschen Herbst warfen IG Metall-Vorstandsmitglieder wie Georg Benz, Hans Preiss und Karl-Heinz Janzen Loderer vor, sich nicht loyal genug vor den ebenfalls dem Vorstand angehörenden Sozialisten Heinz Dürrbeck gestellt zu haben, der am 12. September 1977 wegen angeblicher Spionage für die DDR verhaftet worden war.
In den internationalen Gewerkschaftsgremien, in denen Loderer einer der „einflussreichsten Funktionäre“ war, trat er kompromisslos gegen jede Form von Zusammenarbeit mit Gewerkschaften ein, die dem kommunistisch orientierten Weltgewerkschaftsbund angehörten.
Den seit Mitte der 1970er-Jahre aktiven Bürgerinitiativen der Anti-AKW-Bewegung warf Loderer eine aus seiner Sicht unzulässige Infragestellung des Parlamentarismus vor und schloss deshalb auch politische Bündnisse mit ihnen aus. Auf einer am 10. November 1977 vom „Aktionskreis Energie der Betriebsräte“ organisierten Kundgebung in Dortmund sprachen sich Eugen Loderer und andere Vorsitzende von DGB-Gewerkschaften für den weiteren Ausbau der Kernenergie aus.
In der Nachrüstungsdebatte lehnte Loderer eine offizielle Zusammenarbeit der IG Metall mit der Friedensbewegung ab, weil er ihr eine einseitige Verurteilung der US-amerikanischen und eine unzureichende Kritik an der sowjetischen Rüstungspolitik vorwarf. Andere Stimmen in der IG-Metall sympathisierten jedoch mit der Friedensbewegung und ihren Forderungen nach Rüstungskonversion. Der Vorstandslinke Georg Benz etwa, der am 10. Oktober 1981 auf einer großen Friedensdemonstration im Bonner Hofgarten als Redner aufgetreten war, musste sich von Loderer scharf rügen lassen.

### Ruhestand
Gut eineinhalb Jahre vor Erreichen der Altersgrenze schied Eugen Loderer im Oktober 1983 aus dem Vorstand der IG Metall aus, nachdem sein bisheriger Stellvertreter Hans Mayr auf dem Münchener Gewerkschaftstag zum neuen Vorsitzenden der IG Metall gewählt worden war. Loderer trat unmittelbar danach vom Amt des Präsidenten des Internationalen Metallarbeiterbundes zurück und legte auch seine Aufsichtsratsmandate bei Volkswagen und Mannesmann sowie bei den gewerkschaftseigenen Unternehmen Neue Heimat, BGAG, Volksfürsorge und Bank für Gemeinwirtschaft nieder, die er seit seinem Amtsantritt 1972 innegehabt hatte.
Mit seiner Ehefrau Charlotte blieb Loderer zunächst noch im Frankfurter Stadtteil Hausen wohnen, bevor das Ehepaar 1989 zurück nach Heidenheim zog. 1984 wurde Eugen Loderer zum Ehrenbürger von Heidenheim an der Brenz ernannt. Nachdem Loderer bereits 1977 die Wilhelm-Leuschner-Medaille des Landes Hessen erhalten hatte, überreichte ihm der Magistrat der Stadt Frankfurt am Main 1986 die Ehrenplakette der Stadt. In Erinnerung an das Mannheimer Abkommen von 1906 verlieh ihm die Mannheimer Verwaltungsstelle der IG Metall 1986 die „Mannheimer Medaille“. Im Jahr 1990 wurde Eugen Loderer mit dem Verdienstorden des Landes Hessen geehrt.
Anhand seiner Sammlung von Presseberichten, die seit 1947 über ihn erschienen waren, verfasste Loderer zwischen 1987 und 1990 eine rund 1000 handschriftliche Manuskriptseiten umfassende Autobiografie. Sie trug den Titel „Vom Arbeiterjungen zum Vorsitzenden der IG Metall, Präsidenten der Metall-Weltinternationale und Ehrenbürger der Stadt Heidenheim. Meine Lebens- und Familiengeschichte“, war allerdings nicht für eine Veröffentlichung vorgesehen.
Im September 1994 erlitt Eugen Loderer einen Schlaganfall, von dessen Folgen er sich nicht mehr erholte. Er verstarb am 9. Februar 1995 im Alter von 74 Jahren. Sein Grab ist auf dem Waldfriedhof Heidenheim.

## Mitgliedschaften
Eugen Loderer war im Jahr 1973 Mitglied der Trilateralen Kommission in Europa.

## Auszeichnungen
- 1977: Wilhelm-Leuschner-Medaille
- 1984: Ehrenbürgerschaft der Stadt Heidenheim an der Brenz
- 1986: Ehrenplakette der Stadt Frankfurt am Main
- 1986: Mannheimer Medaille der IG Metall-Verwaltungsstelle Mannheim
- 1990: Hessischer Verdienstorden

## Schriften und Herausgeberschaften
- Eugen Loderer: Vom Arbeiterjungen zum Vorsitzenden der IG Metall, Präsidenten der Metall-Weltinternationale und Ehrenbürger der Stadt Heidenheim. Meine Lebens- und Familiengeschichte (unveröffentlichtes, aber von Loderers Biografen Klaus Kempter ausgewertetes Manuskript)
- Eugen Loderer (Hrsg.): Metallgewerkschaften in Südafrika, Köln 1983
- Eugen Loderer: Einheitsgewerkschaft. Solidarisches Handeln, soziale Gegenmacht, Frankfurt/M. 1981
- Eugen Loderer: Reform als politisches Gebot. Reden und Aufsätze zur Gesellschaftspolitik, Köln 1979
- Eugen Loderer: Internationale Solidarität. Gemeinsam für Vollbeschäftigung, Mitbestimmung, soziale Demokratie, Frankfurt/M. 1977
- Eugen Loderer: Demokratie und Menschenwürde – ein ständiger Auftrag, Frankfurt/M. 1974